# Долішнє Ряхово
Долішнє Ря́хово (болг. Долно Ряхово) — село в Силістринській області Болгарії. Входить до складу общини Главиниця.

## Населення
За даними перепису населення 2011 року у селі проживали 332 особи.
Національний склад населення села:
| Національність   | Кількість осіб | Відсоток |
| ---------------- | -------------- | -------- |
| турки            | 188            | 70,9%    |
| болгари          | 75             | 28,3%    |
| Всього відповіли | 265            |          |

Розподіл населення за віком у 2011 році:
Динаміка населення: